# Dongdaemun Design Plaza
Il Dongdaemun Design Plaza, chiamato anche DDP, è un centro culturale situato nel quartiere Dongdaemun, ed è un importante punto di riferimento dello sviluppo urbano di Seoul, in Corea del Sud.

## Descrizione
È stato progettato dagli architetti Zaha Hadid e Samoo, con un design tipicamente neofuturistico caratterizzato da forme curve, levigate e allungate. Il centro è composto da una piazza, un parco multiuso costruito vicino ai resti delle mura della fortezza che circondava l'antica Seoul, vari locali e centri commerciali, spazi espositivi di vario genere e zone pedonali. Esteticamente si distingue per la costruzione della facciata con calcestruzzo rivestito con una superficie in acciaio e alluminio ad effetto specchiato.
Internamente vi è un giardino composta da 25 550 "rose e fiori elettronici" artificiali che si illuminano attraverso dei LED.
Il DDP è stato uno dei motivi principali della designazione di Seoul come World Design Capital nel 2010. La costruzione è iniziata nel 2009 ed è stata ufficialmente inaugurata il 21 marzo 2014. È fisicamente collegata alla stazione della metropolitana di Seoul.
Il complesso ha vinto il premio SEGD Merit Award nel 2015.